# San Miguel, Villa Comaltitlán
San Miguel är en ort i Mexiko.   Den ligger i kommunen Villa Comaltitlán och delstaten Chiapas, i den sydöstra delen av landet, 900 km sydost om huvudstaden Mexico City. San Miguel ligger 12 meter över havet och antalet invånare är 176.
Terrängen runt San Miguel är huvudsakligen platt, men åt nordost är den kuperad. Runt San Miguel är det ganska tätbefolkat, med 134 invånare per kvadratkilometer. Närmaste större samhälle är Huixtla, 10,3 km öster om San Miguel. Omgivningarna runt San Miguel är en mosaik av jordbruksmark och naturlig växtlighet.